# Xã Logan, Quận Pike, Indiana
Xã Logan (tiếng Anh: Logan Township) là một xã thuộc quận Pike, tiểu bang Indiana, Hoa Kỳ. Năm 2010, dân số của xã này là 474 người.